# ستروگانیتسا
ستروگانیتسا (به صربی: Struganica) یک منطقهٔ مسکونی در صربستان است که در ناحیه پچینیا واقع شده‌است. ستروگانیتسا ۲۱ نفر جمعیت دارد.